# Denker der Nederlanden
Denker der Nederlanden (tot 2025 Denker des Vaderlands) is een eretitel die verleend wordt door Stichting Maand van de Filosofie in samenwerking met Filosofie Magazine en het dagblad Trouw. De titel wordt toegekend in het voorjaar en blijft twee jaar van kracht. Het initiatief wil de media verrijken met een filosofisch zwaargewicht, die de hectiek van het nieuws in een groter verband kan plaatsen.
In februari 2025 is de titel gewijzigd van 'Denker des Vaderlands' in 'Denker der Nederlanden'. Dit gebeurde op verzoek van de verschillende dragers, namelijk Babs Gons (dichter), Anne-Maartje Lemereis (componist), Mirella Klomp (theoloog), Marwan Magroun (fotograaf), Marjan Slob (denker) en Jan Vriends (stripmaker), vanwege "een gedeeld ongemak over een term (vaderlands) die als gedateerd wordt ervaren".

## Denkers
- 2011: Hans Achterhuis (1942) sprak graag over tegendenken als taak voor een filosoof
- 2013: René Gude (1957-2015) zag meer in constructief meedenken
- 2015: Marli Huijer (1955) had het vaak over tussendenken
- 2017: René ten Bos (1959) wilde tegen meningen in denken en complexe problemen verhelderen[3]
- 2019: Daan Roovers (1970) zette zich in voor publiek denken à la Kant
- 2021: Paul van Tongeren (1950) stelde het wonder van de betekenis aan de orde
- 2023: Marjan Slob (1964) pleit ervoor om ruimte te maken voor andere waarden en ervaringen dan alleen die van jezelf[4]
- 2025 David Van Reybrouck (1971) is een voorstander van 'geocentrisch bewustzijn', "een denken dat niet uitgaat van de mens, maar van het welzijn van de aarde"[5]